# UPK1A
UPK1A‏ (Uroplakin 1A) هوَ بروتين يُشَفر بواسطة جين UPK1A في الإنسان.
البروتين المُرمَّز بواسطة هذا الجين عضوٌ في عائلة بروتينات عبر الغشاء 4، والمعروفة أيضًا باسم عائلة بروتينات التتراسبانين. معظم هذه البروتينات هي بروتينات سطح الخلية، وتتميز بوجود أربعة مجالات كارهة للماء.
تتوسط هذه البروتينات أحداث إشارات التنبيغ التي تلعب دورًا في تنظيم نمو الخلايا وتنشيطها ونموها وحركتها. يوجد هذا البروتين المُرمَّز في غشاء الوحدة غير المتماثل (AUM)، حيث يُمكن أن يتفاعل مع بروتينات أخرى من عائلة بروتينات عبر الغشاء 4.
قد يلعب UP1a دورًا في وظائف الظهارة الطبيعية للمثانة، ربما في تنظيم نفاذية غشاء الخلايا المظلية السطحية، أو في تثبيت الغشاء القمي من خلال تفاعلات غشاء الوحدة غير المتماثل مع الهيكل الخلوي.